# El Sauzalito
Pour les articles homonymes, voir Sausalito.
El Sauzalito est une localité argentine située dans la province du Chaco et dans le département de General Güemes.